# Portland (condado de Dodge, Wisconsin)
Portland es un pueblo ubicado en el condado de Dodge en el estado estadounidense de Wisconsin. En el Censo de 2010 tenía una población de 1.079 habitantes y una densidad poblacional de 11,64 personas por km².

## Geografía
Portland se encuentra ubicado en las coordenadas 43°14′6″N 88°57′8″O / 43.23500, -88.95222. Según la Oficina del Censo de los Estados Unidos, Portland tiene una superficie total de 92.67 km², de la cual 91 km² corresponden a tierra firme y (1.81%) 1.68 km² es agua.

## Demografía
Según el censo de 2010, había 1.079 personas residiendo en Portland. La densidad de población era de 11,64 hab./km². De los 1.079 habitantes, Portland estaba compuesto por el 95% blancos, el 1.2% eran afroamericanos, el 0.19% eran amerindios, el 0.46% eran asiáticos, el 0.09% eran isleños del Pacífico, el 2.32% eran de otras razas y el 0.74% pertenecían a dos o más razas. Del total de la población el 4.73% eran hispanos o latinos de cualquier raza.